# Primera División 1958-1959 (Spagna)
La Primera División 1958-1959 è stata la 28ª edizione della massima serie del campionato spagnolo di calcio, disputata tra il 14 settembre 1958 e il 19 aprile 1959 e concluso con la vittoria del Barcellona, al suo settimo titolo.
Capocannoniere del torneo è stato Alfredo Di Stéfano (Real Madrid) con 23 reti.

## Stagione

### Novità
Furono reinseriti gli spareggi interdivisionali: la 13ª e 14ª classificata in Primera División sfidavano le seconde classificate dei due gironi di Segunda División. Le squadre vincenti dei due incontri avevano diritto a partecipare alla stagione successiva di Primera División.

## Classifica finale
|       | Pos. | Squadra         | Pt | G  | V  | N  | P  | GF | GS | DR  |
| ----- | ---- | --------------- | -- | -- | -- | -- | -- | -- | -- | --- |
|       | 1.   | Barcellona      | 51 | 30 | 24 | 3  | 3  | 96 | 26 | +70 |
| [ 2 ] | 2.   | Real Madrid     | 47 | 30 | 21 | 5  | 4  | 89 | 29 | +60 |
|       | 3.   | Athletic Bilbao | 36 | 30 | 17 | 2  | 11 | 72 | 33 | +39 |
|       | 4.   | Valencia        | 33 | 30 | 13 | 7  | 10 | 47 | 41 | +6  |
|       | 5.   | Atlético Madrid | 32 | 30 | 13 | 6  | 11 | 58 | 48 | +10 |
|       | 6.   | Real Betis      | 32 | 30 | 14 | 4  | 12 | 54 | 53 | +1  |
|       | 7.   | Español         | 29 | 30 | 11 | 7  | 12 | 42 | 45 | -3  |
|       | 8.   | Osasuna         | 28 | 30 | 12 | 4  | 14 | 44 | 59 | -15 |
|       | 9.   | Real Saragozza  | 28 | 30 | 12 | 4  | 14 | 47 | 60 | -13 |
|       | 10.  | Real Sociedad   | 28 | 30 | 9  | 10 | 11 | 32 | 33 | -1  |
|       | 11.  | Real Oviedo     | 27 | 30 | 11 | 5  | 14 | 31 | 49 | -18 |
|       | 12.  | Siviglia        | 26 | 30 | 12 | 2  | 16 | 44 | 58 | -14 |
|       | 13.  | Granada         | 26 | 30 | 11 | 4  | 15 | 30 | 43 | -13 |
|       | 14.  | Las Palmas      | 24 | 30 | 10 | 4  | 16 | 43 | 69 | -26 |
|       | 15.  | Sporting Gijón  | 20 | 30 | 7  | 6  | 17 | 25 | 70 | -45 |
|       | 16.  | Celta Vigo      | 13 | 30 | 4  | 5  | 21 | 21 | 59 | -38 |

Legenda:
      Campione di Spagna e qualificato in Coppa dei Campioni 1959-1960
      Qualificata in Coppa dei Campioni 1959-1960
  Partecipa agli spareggi interdivisionali.
      Retrocesse in Segunda División 1959-1960
Regolamento:
Due punti a vittoria, uno a pareggio, zero a sconfitta.
In caso di arrivo di due o più squadre a pari punti, la graduatoria verrà stilata secondo la classifica avulsa tra le squadre interessate che prevede, in ordine, i seguenti criteri:
- Punti negli scontri diretti.
- Differenza reti negli scontri diretti.
- Differenza reti generale.
- Reti realizzate in generale.

## Spareggi

### Spareggi interdivisionali
|            | Risultati |            | Luogo e data               |
| ---------- | --------- | ---------- | -------------------------- |
| Levante    | 1-2       | Las Palmas | Valencia, 10 maggio 1959   |
| Las Palmas | 1-1       | Levante    | Las Palmas, 17 maggio 1959 |
|            |           |            |                            |
| Granada    | 5-0       | Sabadell   | Granada, 28 giugno 1959    |
| Sabadell   | 1-1       | Granada    | Sabadell, 5 luglio 1959    |
|            |           |            |                            |

## Statistiche

### Squadre

#### Capoliste solitarie
|    | —— | —— | ——          | ——          | ——          | ——  | ——          | ——          | ——          | ——          | ——          | ——          | ——          | ——  | ——  | ——         | ——         | ——         | ——         | ——         | ——         | ——         | ——         | ——         | ——         | ——         | ——         | ——         | ——         | —— |  |
|    |    |    | Real Madrid | Real Madrid | Real Madrid | Bar | Real Madrid | Real Madrid | Real Madrid | Real Madrid | Real Madrid | Real Madrid | Real Madrid |     |     | Barcellona | Barcellona | Barcellona | Barcellona | Barcellona | Barcellona | Barcellona | Barcellona | Barcellona | Barcellona | Barcellona | Barcellona | Barcellona | Barcellona |    |  |
|    |    |    |             |             |             |     |             |             |             |             |             |             |             |     |     |            |            |            |            |            |            |            |            |            |            |            |            |            |            |    |  |
|    |    |    |             |             |             |     |             |             |             |             |             |             |             |     |     |            |            |            |            |            |            |            |            |            |            |            |            |            |            |    |  |
| 1ª | 2ª | 3ª | 4ª          | 5ª          | 6ª          | 7ª  | 8ª          | 9ª          | 10ª         | 11ª         | 12ª         | 13ª         | 14ª         | 15ª | 16ª | 17ª        | 18ª        | 19ª        | 20ª        | 21ª        | 22ª        | 23ª        | 24ª        | 25ª        | 26ª        | 27ª        | 28ª        | 29ª        | 30ª        |    |  |